# ブレント・クリブレン
ブレント・アーロン・クリブレン（Brent Aaron Clevlen, 1983年10月27日 - ）は、アメリカ合衆国・テキサス州オースティン出身のプロ野球選手（外野手）。右投右打。アメリカン・アソシエーションのウィチタ・ウィングナッツ所属。

## 経歴

### プロ入りとマイナー時代とタイガース時代
2002年のMLBドラフトでデトロイト・タイガースから2巡目指名を受け、契約を結んだ。この年は、傘下のルーキー級ガルフ・コーストリーグ・タイガースで28試合に出場した。
2003年は、A級ウェストミシガン・ホワイトキャップスで138試合に出場した。
2004年は、A+級レイクランド・フライングタイガースで117試合に出場した。
2005年は、A+級レイクランドで130試合に出場した。
2006年7月30日のミネソタ・ツインズ戦でメジャーデビューを果たした。8月1日のタンパベイ・デビルレイズ戦でトラビス・ハーパーからメジャー初本塁打を記録した。オフにAAA級トレド・マッドヘンズへ降格した。
2007年は、AAA級トレドで90試合に出場し、9月に昇格した。
2008年は、AAA級トレドで126試合に出場した。
2009年は、AAA級トレドで128試合に出場した。オフに退団した。

### ブレーブス傘下時代
2010年は、アトランタ・ブレーブスとマイナー契約を結び、メジャーでは4試合に出場した。7月31日に戦力外となった。

### 独立リーグ時代
2011年は、開幕をアメリカ・アソシエーションのウィチタ・ウィングナッツ で迎えた。

### レッズ傘下時代
2011年5月9日にシンシナティ・レッズとマイナー契約を結んだ。傘下のAAA級ルイビル・バッツで26試合に出場し、退団した。

### 第2次独立リーグ時代
その後、ウィチタ・ウィングナッツに復帰した。46試合に出場した。　

### フィリーズ傘下時代
その後、フィラデルフィア・フィリーズとマイナー契約を結んだ。ここでは、傘下のAA級レディング・フィリーズで46試合に出場した。

### ダイヤモンドバックス傘下時代
2012年4月19日にアリゾナ・ダイヤモンドバックスとマイナー契約を結んだ。傘下のAA級モービル・ベイベアーズへ異動した。ここでは、67試合に出場した。その後、AAA級リノ・エーシズへ昇格し、31試合に出場した。
2013年は、AA級モービルとAAA級リノで計108試合に出場した。

### 第3次独立リーグ時代
2013年6月17日にウィチタ・ウィングナッツに復帰した。ここでは、70試合に出場した。
2014年も、ウィチタでプレーし、94試合に出場した。

## 詳細情報

### 年度別打撃成績
| 年 度    | 球 団    | 試 合 | 打 席 | 打 数 | 得 点 | 安 打 | 二 塁 打 | 三 塁 打 | 本 塁 打 | 塁 打 | 打 点 | 盗 塁 | 盗 塁 死 | 犠 打 | 犠 飛 | 四 球 | 敬 遠 | 死 球 | 三 振 | 併 殺 打 | 打 率 | 出 塁 率 | 長 打 率 | O P S |
| -------- | -------- | ----- | ----- | ----- | ----- | ----- | -------- | -------- | -------- | ----- | ----- | ----- | -------- | ----- | ----- | ----- | ----- | ----- | ----- | -------- | ----- | -------- | -------- | ----- |
| 2006     | DET      | 31    | 42    | 39    | 9     | 11    | 1        | 2        | 3        | 25    | 6     | 0     | 0        | 1     | 0     | 2     | 0     | 0     | 15    | 0        | .282  | .317     | .641     | .958  |
| 2007     | DET      | 13    | 10    | 10    | 2     | 1     | 0        | 0        | 0        | 1     | 0     | 0     | 0        | 0     | 0     | 0     | 0     | 0     | 7     | 1        | .100  | .100     | .100     | .200  |
| 2008     | DET      | 11    | 28    | 24    | 4     | 5     | 0        | 0        | 0        | 5     | 1     | 0     | 0        | 1     | 0     | 3     | 0     | 0     | 8     | 0        | .208  | .296     | .208     | .505  |
| 2010     | ATL      | 4     | 4     | 4     | 2     | 1     | 1        | 0        | 0        | 2     | 0     | 0     | 0        | 0     | 0     | 0     | 0     | 0     | 1     | 1        | .250  | .250     | .500     | .750  |
| MLB：4年 | MLB：4年 | 59    | 84    | 77    | 17    | 18    | 2        | 2        | 3        | 33    | 7     | 0     | 0        | 2     | 0     | 5     | 0     | 0     | 31    | 2        | .234  | .280     | .429     | .709  |

- 2018年度シーズン終了時

### 背番号
- 24 (2012年)
- 27 (2007年 - 2008年)
- 26 (2010年)